# LocoNet
Das LocoNet ist ein Bussystem für digitale Modellbahnanlagen. Es ist dem Ethernet ähnlich und wurde von der Firma Digitrax entwickelt.
Physisch wird ein sechsadriges Flachkabel mit RJ-12-Steckern verwendet, mit dem eine beliebige Topologie (Bus, Stern, Baum, nur nicht Ring) ohne Terminatoren aufgebaut werden kann. Von den inneren vier Adern sind jeweils zwei verbunden und bilden das eigentliche LocoNet, das für die Datenübertragung zwischen Eingabegeräten, Steuer- und Rückmeldebausteinen und der Zentrale (Peer_Net) genutzt wird. Die beiden äußeren Adern leiten das Signal für die Gleise zu den Boostern  (Railsync_Net). Da LocoNet ein offener Standard ist, können zahlreiche Hersteller Komponenten zum Anschluss an dieses Bussystem anbieten.